# Friedrich Ludwig Benda
Friedrich Ludwig Benda (getauft 4. September 1752 in Gotha; † 20. oder 27. März 1792 in Königsberg) war ein deutscher Violinist und Komponist. Er war der älteste Sohn des Komponisten Georg Anton Benda.

## Leben
Seine musikalische Grundausbildung erhielt Benda durch die Familie: Geigenunterricht und Kompositionslehre beim Vater, dem bekannten Komponisten Georg Benda, sowie bei seinem Onkel Dismas Hataš, dem Violinisten am Gothaer Hof; dieser war Ehemann der Gothaer Hofsängerin Anna Franziska Benda, der Schwester seines Vaters. Aufgrund der Freundschaft seiner Familie mit der Herzogsfamilie erfuhr Benda eine besondere Förderung, indem ihm der Besuch des Gothaer Gymnasiums, anschließend des Pädagogiums in Ilfeld und dann die Aufnahme eines Jurastudiums in Göttingen ermöglicht wurde. Nach etwa drei Semestern kehrte er ins Elternhaus zurück und schloss sich 1775 der Seylerschen Gesellschaft an, die nach dem Theaterbrand in Weimar auf Gotha ausgewichen war. Mit dieser war er als Konzertmeister und Solist auf Reisen in Leipzig, Dresden, Frankfurt, Mainz, Mannheim, Köln und Hanau.
In Mannheim hatte 1778 die mitreisende Sängerin Felicitas Agnesia Ritz (* 11. März 1757) ihr Debüt, die er noch im selben Jahr heiratete. Auch Wolfgang Amadeus Mozart, Bewunderer der Melodramen seines Vaters G. A. Benda, hielt sich 1778 in Mannheim auf. Dass (F. L.) Benda und Mozart sich begegneten, wird aufgrund von thematischen Ähnlichkeiten in Bendas Violinkonzerten vermutet.
1779 löste sich die Seylersche Gesellschaft in Frankfurt wegen finanzieller Schwierigkeiten auf, und das Ehepaar Benda ging nach Norddeutschland, wo beide von 1780 bis Frühjahr 1782 als „Kammervirtuose“ (Violine) und Sängerin am Hamburger Theater auftraten. Ihrer beider Kunst wurde zunächst sehr geschätzt, jedoch kam es zu Zwistigkeiten zwischen „Mad. Benda“, ihren Kolleginnen und dem Publikum. Das führte zur Beendigung ihrer Theaterauftritte.
Ab Mai 1782 fanden sowohl Benda als „Hofviolinist und Cammer-Compositeur“ als auch seine Frau als Sängerin ein Engagement am Hof von Ludwigslust. Das Paar machte ausgedehnte Konzertreisen und besuchte mehrfach die Bühnen in Hamburg, Lübeck, Gotha, Wien, Prag, Dresden, Leipzig und Berlin. Ihre teils mehrmonatige Abwesenheit von Ludwigslust wurde stets gewürdigt und diente der Reputation des Hofes.
Auf der Bühne erhielt das Paar stets viel Applaus; Bendas gefühlvolles Geigenspiel ähnelte dem seines berühmten Onkels Franz Benda, dem „Königlichen Violinisten“ und Konzertmeister Friedrichs des Großen. „Mad. Bendas“ kraftvolle Stimme wurde besonders von Christoph Willibald Gluck bewundert und wurde oft von ihrem Mann begleitet. Bendas Erfolge führten 1788 nach einer sehr erfolgreichen Ost-Tournée zum Angebot des Direktorenposten in Königsberg. Als er länger als vorgesehen in Königsberg verweilte, wurde er in Ludwigslust wegen unerlaubter Abwesenheit vom Hofe entlassen. Danach kam es zur Scheidung des Ehepaars.
Friedrich Ludwig Benda konnte in Königsberg seine musikalische Begabung voll entfalten, begünstigt durch fördernde Theaterleute und zahlungskräftige Subskribenten. Er schuf hier seine wichtigsten Kompositionen und arbeitete dabei mit dem Textdichter Friedrich Ernst Jester zusammen. Er verstarb schon nach vier Jahren, 1792, mit neununddreißig Jahren, angeblich an den Folgen eines ungesunden Lebensstils.
Familie
Vier Geschwister von F. L. Benda konnten ebenfalls Karriere auf deutschen Bühnen machen:
- Heinrich Benda (1754–vor 1806), Violinist zunächst ebenfalls bei der Seylerschen Gesellschaft, später am Döbbelinschen Theater in Berlin
- Catharina Justina Benda (1757–1815), verwitwete Zimdar, verheiratete Blanchard, Schauspielerin und Sängerin, in Hamburg, Schleswig, zuletzt viele Jahre in Breslau
- Hermann Christian Benda (1759–1805), Sänger und Schauspieler, in Hamburg, Berlin, zuletzt viele Jahre am Hoftheater Weimar unter Goethe
- Carl Ernst Eberhard Benda (1764–1824), in Berlin zunächst als Schauspieler und Sänger am Döbbelinschen Theater, dann viele Jahre am dortigen Hoftheater

## Siehe auch

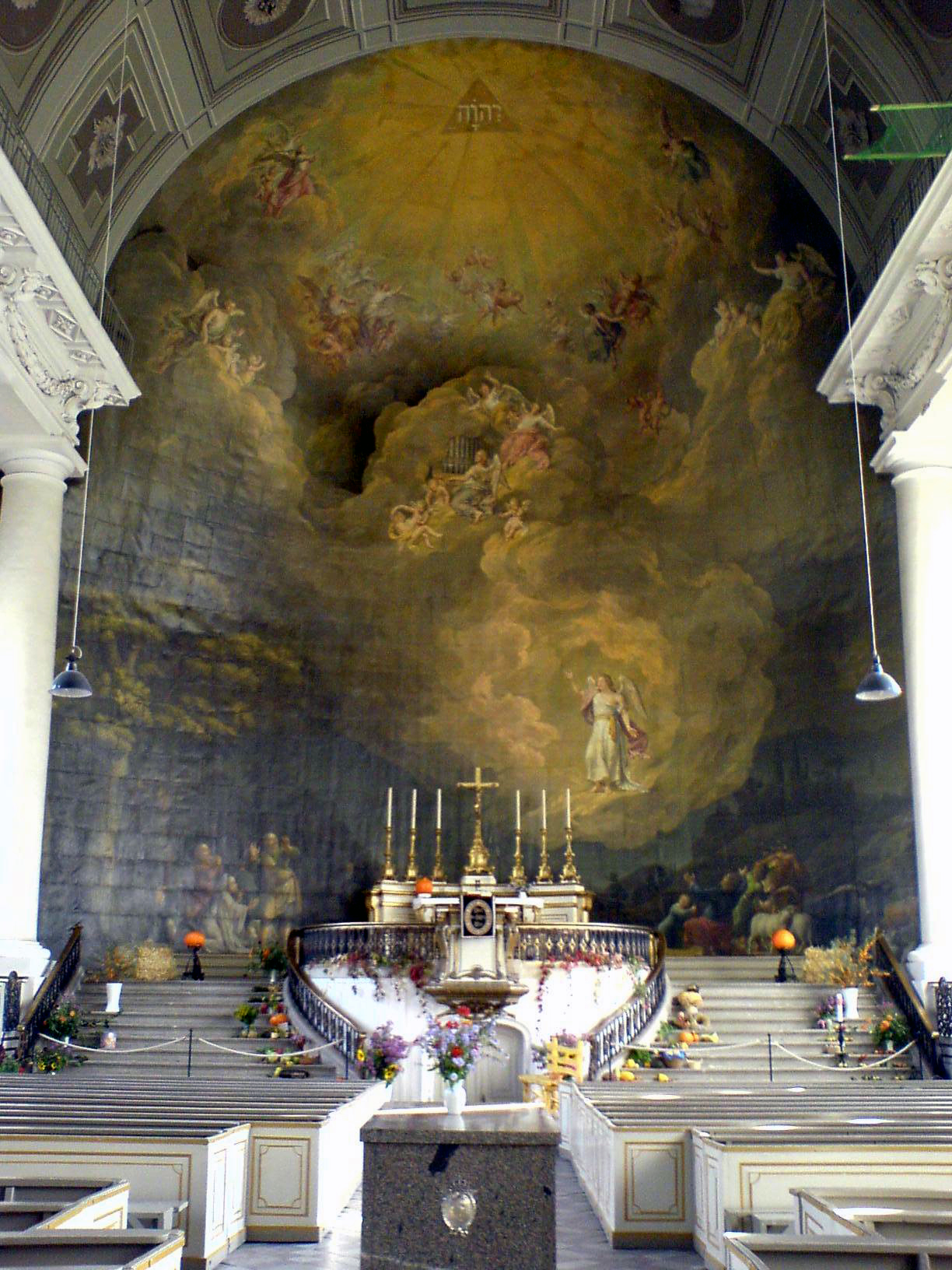
Ludwigslust, Altargemälde in der Schlosskirche von Johann Dietrich Findorff

Titelblatt Der Barbier von Sevilla 1790

## Rehabilitation
Voneinander abschreibende Verfasser haben, selbst bei Kurzbeiträgen über F. L. Benda, den Hinweis auf seine unehrenhafte Entlassung für erwähnenswert gehalten, bis hin zu CD-Begleitheften. Dabei haben sowohl Clemens Meyer als auch Franz Lorenz kritische Gedanken zu „Mad. Benda“ in ihre Schriften einfließen lassen.

## Werke (Auswahl)
Kantaten
hauptsächlich während der Ludwigsluster Zeit, 1782–1788:
- „Gott steigt herab“, 1784

Diese Weihnachtskantate wird auch dem Vater Georg Anton Benda zugeschrieben, besonders nach der „Beuterückführung“ von Noten von der Krim an die Sing-Akademie zu Berlin im Jahre 1999. Die Urheberschaft könnte angesichts des besonderen Altarbildes in der Ludwigsluster Schlosskirche aber durchaus doch beim Sohn Friedrich Ludwig liegen.
.
- „Unser Vater“
- „Der Tod“
- „Die Religion“, um 1788 (teils schon von Königsberg aus)

Der Text zu den drei Kantaten entstand im Zusammenwirken mit dem in Pritzier bei Ludwigslust wirkenden Theologen Heinrich Julius Tode
Singspiele
Frühwerk (für die Seylersche Gesellschaft)
- „Der Barbier von Sevilla“, 1776/79[10]

sowie hauptsächlich während der Königsberger Zeit 1788–1792:
- „Die Verlobung“, 1790
- „Louise“, 1791[11]
- „Mariechen“, 1791/92[12]

Instrumentalmusik
- Violinenkonzerte D-dur und Es-dur, 1778/79 (CDs)

Wegen mehrerer Bendas mit dem Vornamen Friedrich konnte es zu unklaren Urheberschaften kommen, zusätzlich erschwert durch Abkürzungen wie F. Benda und Fr. Benda, was auch auf Franz Benda hindeuten könnte.